# السلام النهائي (رواية)
رواية السلام النهائي (بالإنجليزية: Endpeace)‏ هي رواية للكاتب الأسترالي جون كليري. نشرت عام 1996. كان الكتاب الثالث عشر الذي يضم محقق سيدني سكوبي مالون، تدور الأحداث حول  مقتل رجل أعمال بالرصاص، ويتعين على سكوبي العثور على القاتل.